# Hanna Hazko
Hanna Wolodymyriwna Hazko (ukrainisch Ганна Володимирівна Гацько, englisch Hanna Hatsko; * 3. Oktober 1990 in Saporischschja, Ukrainische SSR, Sowjetunion) ist eine ukrainische Speerwerferin. Von 2014 bis 2019 trat sie unter dem Namen Gazko-Fedussowa (ukrainisch Гацько-Федусова, englisch Hatsko-Fedusova) an.

## Karriere
Erste internationale Erfahrungen sammelte Hanna Hazko 2009 bei den Junioreneuropameisterschaften in Novi Sad, bei denen sie mit einer Weite von 47,56 m im Finale den zehnten Platz belegte. Zwei Jahre später gelangte sie bei den U23-Europameisterschaften in Ostrava mit 55,58 m auf Rang fünf und 2012 qualifizierte sie sich erstmals für die Olympischen Spiele in London, bei denen sie sich mit 58,37 m aber nicht für das Finale qualifizierte. Auch bei den Weltmeisterschaften 2013 in Moskau gelangte sie mit 58,63 m nicht bis in das Finale, gewann 2014 aber bei den Team-Europameisterschaft in Braunschweig mit 63,01 m zwischen der erstplatzierten Tschechin Barbora Špotáková (65,57 m) und der Dritten Linda Stahl aus Deutschland (61,58 m) die Silbermedaille. Anschließend schied sie aber bei den Europameisterschaften in Zürich mit 53,81 m in der Qualifikation aus.
Auch bei den Leichtathletik-Weltmeisterschaften 2015 in Peking gelangte sie mit 61,41 m nicht bis in das Finale. Im Jahr darauf klassierte sie sich bei den Europameisterschaften in Amsterdam mit 58,86 m auf Rang zehn und den Olympischen Spielen in Rio de Janeiro schied sie mit 58,90 m erneut in der Qualifikation aus. 2017 schied sie bei den Weltmeisterschaften in London mit 51,90 m ein weiters Mal in der Qualifikation aus, wie auch bei den Europameisterschaften im Jahr darauf in Berlin mit 53,08 m. 2019 wurde sie bei den Europaspielen in Minsk mit 58,46 m Neunte und schied bei den Weltmeisterschaften in Doha mit 55,84 m in der Qualifikation aus. 2022 gewann sie bei den Balkan-Meisterschaften in Craiova mit 57,93 m die Silbermedaille hinter der Serbin Adriana Vilagoš und verpasste im August bei den Europameisterschaften in München mit 57,39 m den Finaleinzug. Im Jahr darauf wurde sie bei der 2. Liga der Team-Europameisterschaft im Rahmen der Europaspiele in Chorzów mit 54,49 m Achte, ehe sie bei den Balkan-Meisterschaften in Kraljevo mit 54,77 m den sechsten Platz belegte.
In den Jahren 2014 und 2016, 2017 und 2019 sowie 2021 und 2022 wurde Hazko(-Fedussowa) ukrainische Meisterin im Speerwurf.